# یواس‌اس شارلوت (پی‌اف-۶۰)
یواس‌اس شارلوت (پی‌اف-۶۰) (به انگلیسی: USS Charlotte (PF-60)) یک کشتی بود که طول آن ۳۰۳ فوت ۱۱ اینچ (۹۲٫۶۳ متر) بود. این کشتی در سال ۱۹۴۳ ساخته شد.